# Doulgalakh
Le Doulgalakh (en russe : Дулгалах - en iakoute : Дулҕалаах) est une rivière de Russie qui coule en Sibérie orientale. C'est avec le Sartang un des deux constituants du fleuve Iana dont il est la branche-source gauche, venue du sud-ouest. Il traverse le nord-est de la République de Sakha. 

## Géographie
Le Doulgalakh a une longueur de 507 kilomètres. Son bassin versant a une superficie de 27 300 km2 (surface de taille comparable à celle de la république d'Haïti ou de l'Albanie, ou encore de taille un peu inférieure à celle de la Belgique).
Son débit moyen à l'embouchure est de plus ou moins 110 m3/s. 
Le Doulgalakh naît sur le versant nord des monts de Verkhoïansk, au nord-est de la République de Sakha. Dès sa naissance la rivière coule en direction du nord-nord-est. Elle se fraie un chemin dans une région de moyenne montagne d'abord, puis de plaine. Dans son cours supérieur, elle traverse le lac Siouïoureën-Kiouïol (озеро Сююрээн-Кюёль). Après un parcours de 507 kilomètres, le Doulgalakh rejoint en rive droite la rivière Sartang, 25 kilomètres en amont de la ville de Verkhoïansk, et forme avec ce dernier le fleuve Iana.

## Le gel
Le Doulgalakh est généralement pris par les glaces au début du mois d'octobre. Il reste gelé jusqu'à la fin du mois de mai ou au début du mois de juin.
Comme la plupart des rivières du Sakha, le bassin versant du Doulgalakh repose totalement sur un épais manteau de sol gelé en permanence ou pergélisol.

## Hydrométrie - Les débits mensuels à Tomtor
Le débit du Doulgalakh a été observé pendant 44 ans (de 1956 à 1999) à Tomtor, localité située à 128 kilomètres de sa confluence avec le Sartang, à 145 mètres d'altitude. 
Le débit inter annuel moyen ou module observé à Tomtor sur cette période était de 101 m3/s pour une surface de drainage de 23 900 km2, soit près de 88 % de la totalité du bassin versant de la rivière.
La lame d'eau écoulée dans ce bassin versant se monte ainsi à 133 millimètres par an, ce qui doit être considéré comme modéré. 
Rivière alimentée en partie par la fonte des neiges, en partie par les pluies d'été, le Doulgalakh est un cours d'eau de régime nivo-pluvial qui présente deux saisons. 
Les hautes eaux se déroulent de la fin du printemps au début de l'automne, du mois de juin au mois de septembre inclus, avec un sommet en juin-juillet qui correspond au dégel et à la fonte des neiges. Les précipitations tombent sous forme de pluie en été, ce qui explique que le débit de juillet à septembre soit abondant. En septembre puis en octobre, le débit de la rivière baisse fortement, ce qui mène à la période des basses eaux, liée aux très basses températures de l'hiver nord-sibérien. Cette saison de basses eaux, d'une durée de plus ou moins sept mois, a lieu d'octobre à début mai et correspond aux importantes gelées qui s'abattent sur toute la région. 
Le débit moyen mensuel observé de février à avril (minimum d'étiage) est de 0,00 m3/s, avec arrêt total de l'écoulement, tandis que le débit moyen du mois de juillet se monte à 361 m3/s), ce qui souligne l'amplitude extrêmement élevée des variations saisonnières.
Sur la durée d'observation de 44 ans, le débit mensuel maximal s'est élevé à 874 m3/s en juin 1970.
En ce qui concerne la période estivale, libre de glaces (de juin à septembre inclus), le débit mensuel minimum observé a été de 49,10 m3/s en septembre 1958, niveau restant encore tout à fait satisfaisant.